# Ломмель (футбольний клуб, 2003)
«Ломмель СК» — бельгійський футбольний клуб із міста Ломмель, заснований 2003 року. Виступає у першій бельгійській лізі B.

## Історія
У травні 2020 року було оголошено, що «City Football Group», материнська компанія «Манчестер Сіті», придбала «Ломмель СК», що зробило його дев'ятим клубом, який приєднався до холдінгу «City Football Group».